# Crasus Dome Oita
Der Crasus Dome Oita  ist ein Fußballstadion mit Leichtathletikanlage in der japanischen Stadt Ōita in der gleichnamigen Präfektur auf der Insel Kyūshū. Hauptsächlich genutzt wird das Stadion vom Fußballverein Ōita Trinita, der hier seine Heimspiele austrägt. Des Weiteren wird es für Rugbyspiele und Konzerte genutzt.

## Geschichte
Das ursprüngliche Ōita Stadium wurde anlässlich der Fußball-Weltmeisterschaft 2002 errichtet und im Mai 2001 eröffnet. Entworfen wurde es von dem bekannten Architekten Kishō Kurokawa. Ab dem 1. März 2006 hieß es Kyūshū Sekiyu Dome, nach einem Mineralölunternehmen. 2010 wurde die Ōita Bank Namenssponsor und trug die Bezeichnung Ōita Bank Dome. 2019 wurde es umbenannt in Showa Denko Dome Oita, nach dem japanischen Chemieunternehmen Shōwa Denkō K.K. Am 21. Dezember 2022 kündigte Ōita Trinita an, dass der Name der Spielstätte sich ab dem 1. Januar 2023 in Resonac Dome Oita (Shōwa Denkō K.K. und Shōwa Denkō Materials Co., Ltd. fusionierten im Januar 2023 zu Resonac) ändert. Seit dem 1. Januar 2025 trägt das Stadion den Namen Crasus Dome Oita, nach der Crasus Chemical Co., Ltd, eine Tochtergesellschaft von Resonac.
Eine Besonderheit des Stadions ist das schließbare Dach der Kuppel, die insgesamt einen Durchmesser von 245 Metern hat. Die bewegliche Dachkonstruktion besteht aus einem Stahlgerüst, das mit einer lichtdurchlässigen PTFE-Membran überzogen ist. Das Öffnen oder Schließen des Daches beansprucht 20 Minuten. Anfangs bot es 43.000 Zuschauern Platz. Allerdings wurde nach dem Ende der Fußball-Weltmeisterschaft 2002 die vordere Hälfte der beweglichen Sitzreihen aus dem Stadion entfernt. So beläuft sich die heute maximale Sitzplatzzahl auf 40.000, davon sind 34.000 fest installierte und 6000 in die ersten Reihen mobil einbaubare Sitze.

## Spiele der Fußball-Weltmeisterschaft 2002 in Ōita
- 10. Juni 2002, Gruppe H:  Tunesien –  Belgien 1:1 (1:1)
- 13. Juni 2002, Gruppe G:  Mexiko –  Italien 1:1 (1:0)
- 16. Juni 2002, Achtelfinale:  Schweden –  Senegal 1:2 n. V. (1:1, 1:1)

## Spiele der Rugby-Union-Weltmeisterschaft 2019 in Ōita
Das Stadion ist ein Spielort der Rugby-Union-Weltmeisterschaft 2019.
- 02. Okt. 2019, Gruppe B:  Neuseeland –  Kanada 63:0
- 05. Okt. 2019, Gruppe D:  Australien –  Uruguay 45:10
- 09. Okt. 2019, Gruppe D:  Wales –  Fidschi 29:17
- 19. Okt. 2019, Viertelfinale:  England –  Australien 40:16
- 20. Okt. 2019, Viertelfinale:  Wales –  Frankreich 20:19

## Galerie

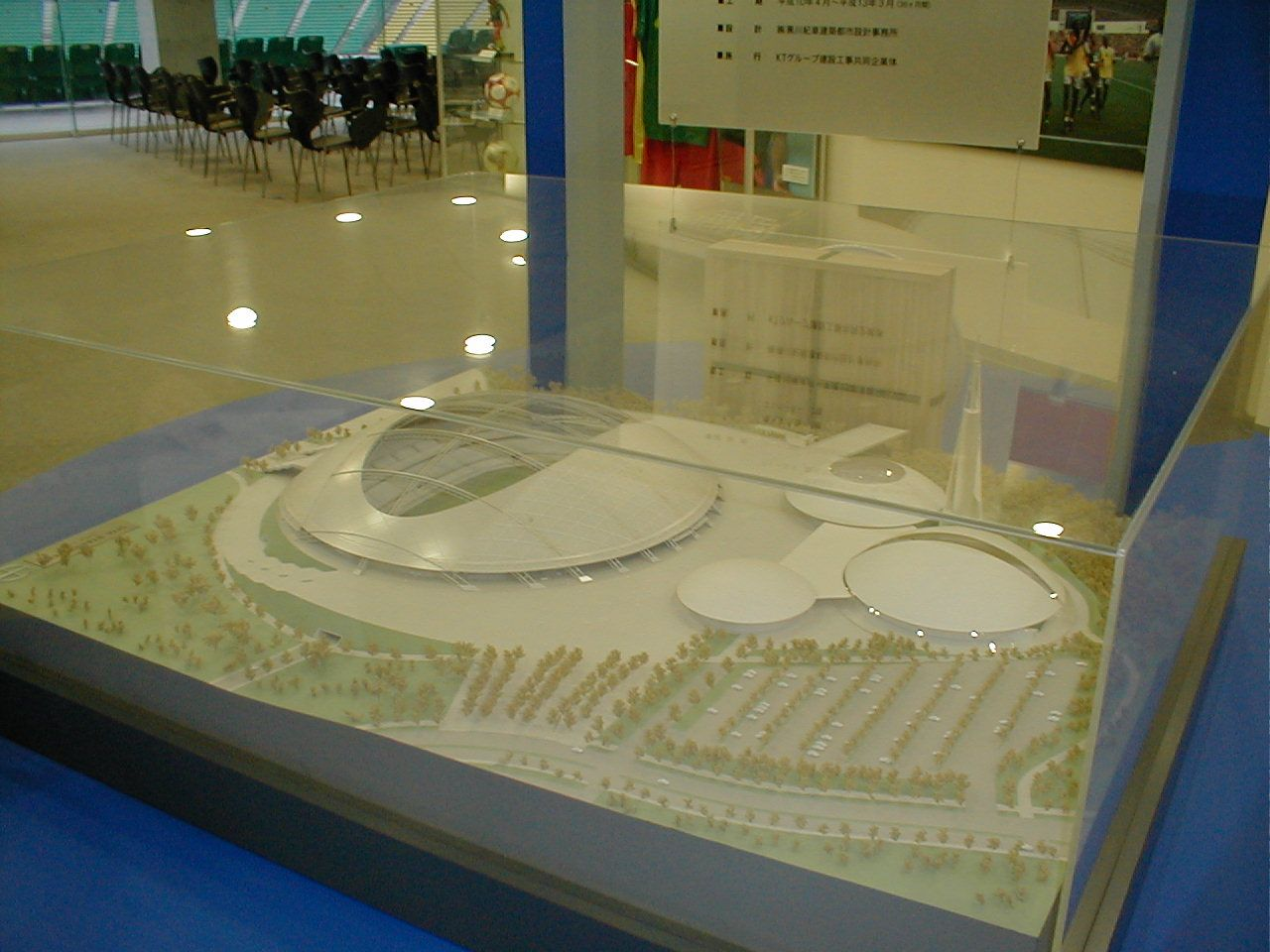
Modell des Stadions mit Außenanlagen, Oktober 2004
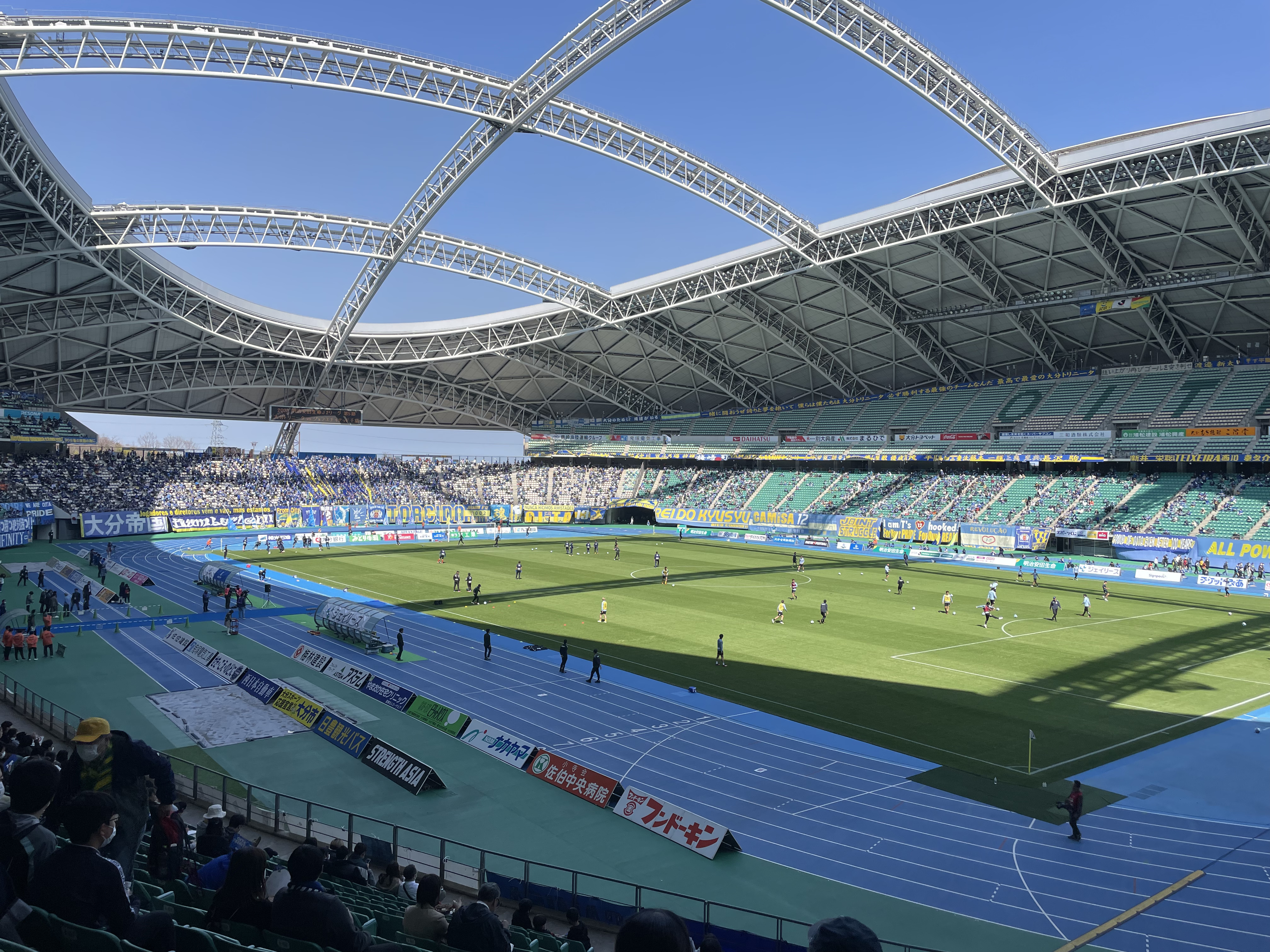
Der Resonac Dome Oita mit geöffnetem Dach (2023)
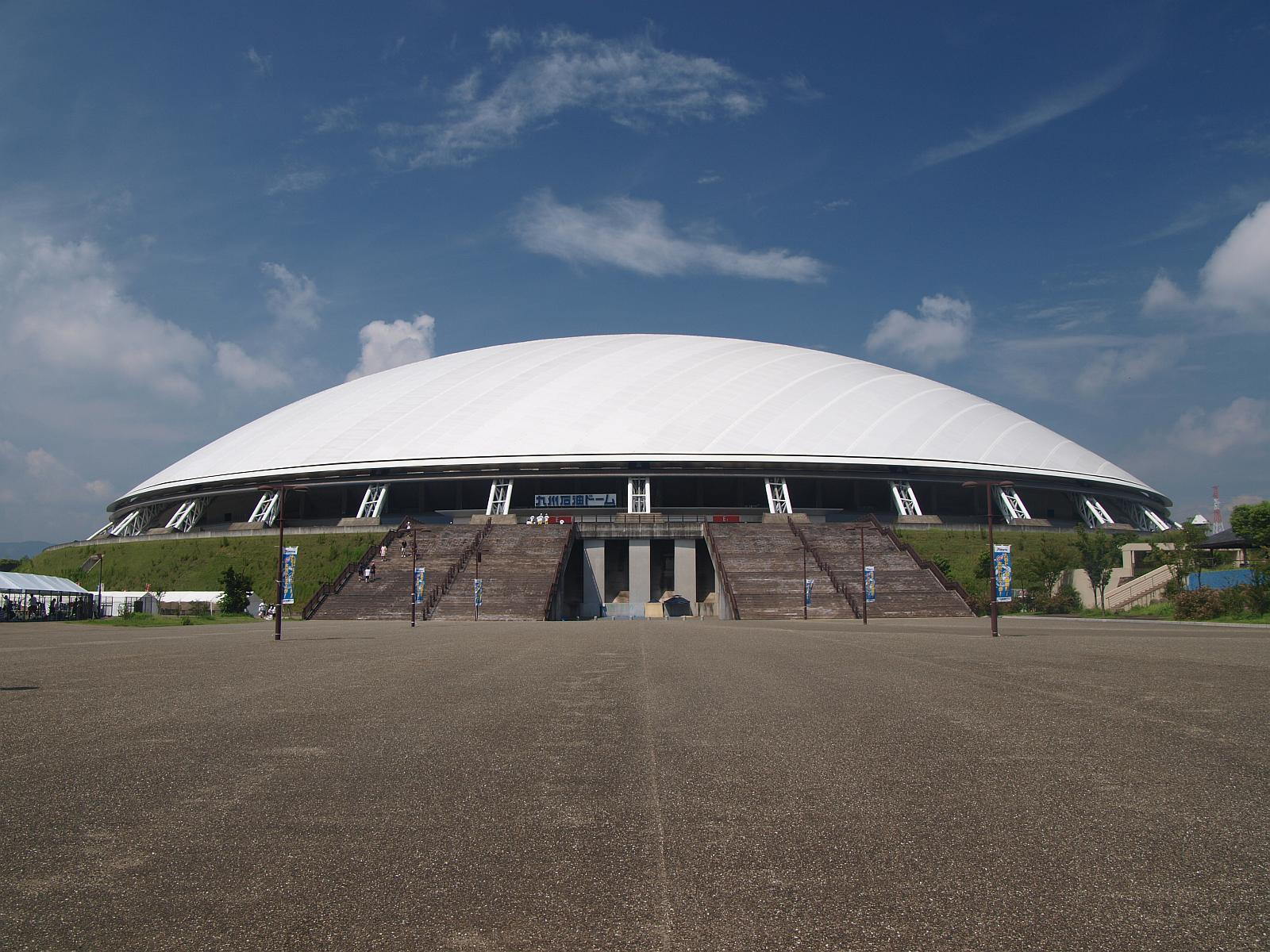
August 2009